# 100 mètres masculin aux championnats du monde d'athlétisme 2019
Pour un article plus général, voir Championnats du monde d'athlétisme 2019.
Navigation
Londres 2017 Eugene 2022
L'épreuve du 100 mètres masculin des championnats du monde de 2019 se déroule les 27 et 28 septembre 2019 dans le Khalifa International Stadium, au Qatar.

## Records et performances

### Records
Les records du 100 m hommes (mondial, des championnats et par continent) étaient avant les championnats 2019 les suivants.
| Record du monde           | Usain Bolt                    | Jamaïque        | 9 s 58  | Berlin                        | 16 août 2009                            |
| Record des championnats   | Usain Bolt                    | Jamaïque        | 9 s 58  | Berlin                        | 16 août 2009                            |
| Record d'Afrique          | Olusoji Fasuba                | Nigeria         | 9 s 85  | Doha                          | 12 mai 2006                             |
| Record d'Asie             | Femi Ogunode                  | Qatar           | 9 s 91  | Wuhan                         | 4 juin 2015                             |
| Record d'Amérique du Nord | Usain Bolt                    | Jamaïque        | 9 s 58  | Berlin                        | 16 août 2009                            |
| Record d'Amérique du Sud  | Robson da Silva               | Brésil          | 10 s 00 | Mexico                        | 22 juillet 1988                         |
| Record d'Europe           | Francis Obikwelu Jimmy Vicaut | Portugal France | 9 s 86  | Athènes Saint-Denis Montreuil | 22 août 2004 4 juillet 2015 7 juin 2016 |
| Record d'Océanie          | Patrick Johnson               | Australie       | 9 s 93  | Mito                          | 5 mai 2003                              |

### Meilleures performances de l'année 2019
Les dix coureurs les plus rapides de l'année sont, avant les championnats, les suivants. 
| 1 | Christian Coleman | États-Unis     | 9 s 81 | Palo Alto | 30 juin 2019    |
| 2 | Noah Lyles        | États-Unis     | 9 s 85 | Shanghai  | 18 mai 2019     |
| 3 | Divine Oduduru    | Nigeria        | 9 s 86 | Austin    | 7 juin 2019     |
| 4 | Justin Gatlin     | États-Unis     | 9 s 87 | Palo Alto | 30 juin 2019    |
| 5 | Cravon Gillespie  | États-Unis     | 9 s 93 | Austin    | 7 juin 2019     |
| 5 | Akani Simbine     | Afrique du Sud | 9 s 93 | Shanghai  | 20 juillet 2019 |
| 5 | Arthur Cissé      | Côte d'Ivoire  | 9 s 93 | Pretoria  | 24 juillet 2019 |
| 8 | Zharnel Hughes    | États-Unis     | 9 s 95 | Londres   | 20 juillet 2019 |
| 9 | Yohan Blake       | Jamaïque       | 9 s 96 | Kingston  | 21 juin 2019    |
| 9 | Aaron Brown       | Canada         | 9 s 96 | Montréal  | 26 juillet 2019 |
| 9 | Raymond Ekevwo    | Nigeria        | 9 s 96 | Rabat     | 27 août 2019    |

## Critères de qualification
Pour se qualifier pour les championnats, il faut avoir réalisé 10 s 12 ou moins entre le 7 septembre 2018 et le 6 septembre 2019.

## Résultats

### Finale
| Rang               | Couloir | Athlète           | Temps   | Réaction | Note |
| ------------------ | ------- | ----------------- | ------- | -------- | ---- |
| Médaille d'or      | 8       | Christian Coleman | 9 s 76  | 0 s 128  | WL   |
| Médaille d'argent  | 5       | Justin Gatlin     | 9 s 89  | 0 s 148  |      |
| Médaille de bronze | 4       | Andre De Grasse   | 9 s 90  | 0 s 140  | PB   |
| 4                  | 7       | Akani Simbine     | 9 s 93  | 0 s 117  | SB   |
| 5                  | 6       | Yohan Blake       | 9 s 97  | 0 s 142  |      |
| 6                  | 3       | Zharnel Hughes    | 10 s 03 | 0 s 119  |      |
| 7                  | 9       | Filippo Tortu     | 10 s 07 | 0 s 158  | SB   |
| 8                  | 2       | Aaron Brown       | 10 s 08 | 0 s 155  |      |

### Demi-finales
Les 2 premiers de chaque course (Q) plus les 2 meilleurs temps (q) se qualifient pour la finale.
| Rang | Série | Nom                     | Nationalité    | Temps   | Notes |
| ---- | ----- | ----------------------- | -------------- | ------- | ----- |
| 1    | 1     | Christian Coleman       | États-Unis     | 9 s 88  | Q     |
| 2    | 3     | Akani Simbine           | Afrique du Sud | 10 s 01 | Q     |
| 3    | 3     | Zharnel Hughes          | Royaume-Uni    | 10 s 05 | Q     |
| 4    | 2     | Andre De Grasse         | Canada         | 10 s 07 | Q     |
| 5    | 2     | Yohan Blake             | Jamaïque       | 10 s 09 | Q     |
| 6    | 2     | Justin Gatlin           | États-Unis     | 10 s 09 | q     |
| 7    | 3     | Filippo Tortu           | Italie         | 10 s 11 | q     |
| 8    | 3     | Tyquendo Tracey         | Jamaïque       | 10 s 11 |       |
| 9    | 3     | Mike Rodgers            | États-Unis     | 10 s 12 |       |
| 10   | 1     | Aaron Brown             | Canada         | 10 s 12 | Q     |
| 11   | 1     | Adam Gemili             | Royaume-Uni    | 10 s 13 |       |
| 12   | 1     | Paulo André de Oliveira | Brésil         | 10 s 14 |       |
| 13   | 2     | Xie Zhenye              | Chine          | 10 s 14 |       |
| 14   | 1     | Abdul Hakim Sani Brown  | Japon          | 10 s 15 |       |
| 15   | 3     | Yoshihide Kiryū         | Japon          | 10 s 16 |       |
| 16   | 3     | Jimmy Vicaut            | France         | 10 s 16 |       |
| 17   | 1     | Taymir Burnet           | Pays-Bas       | 10 s 18 |       |
| 18   | 2     | Raymond Ekevwo          | Nigeria        | 10 s 20 |       |
| 19   | 1     | Marcell Jacobs          | Italie         | 10 s 20 |       |
| 20   | 2     | Ojie Edoburun           | Royaume-Uni    | 10 s 22 |       |
| 21   | 1     | Su Bingtian             | Chine          | 10 s 23 |       |
| 22   | 2     | Yūki Koike              | Japon          | 10 s 28 |       |
| 23   | 2     | Emmanuel Matadi         | Liberia        | 10 s 28 |       |
| 24   | 3     | Arthur Cissé            | Côte d'Ivoire  | 10 s 34 |       |

### Séries
Qualification : Les 3 premiers de chaque course (Q) plus les 6 meilleurs temps (q) se qualifient pour les demi-finales.
| Rang | Série | Athlète                 | Nationalité                | Temps   | Notes |
| ---- | ----- | ----------------------- | -------------------------- | ------- | ----- |
| 1    | 6     | Christian Coleman       | États-Unis                 | 9 s 98  | Q     |
| 2    | 1     | Akani Simbine           | Afrique du Sud             | 10 s 01 | Q     |
| 3    | 2     | Justin Gatlin           | États-Unis                 | 10 s 06 | Q     |
| 4    | 4     | Yohan Blake             | Jamaïque                   | 10 s 07 | Q     |
| 5    | 6     | Marcell Jacobs          | Italie                     | 10 s 07 | Q     |
| 6    | 4     | Jimmy Vicaut            | France                     | 10 s 08 | Q     |
| 7    | 3     | Zharnel Hughes          | Royaume-Uni                | 10 s 08 | Q     |
| 8    | 6     | Abdul Hakim Sani Brown  | Japon                      | 10 s 09 | Q     |
| 9    | 5     | Paulo André de Oliveira | Brésil                     | 10 s 11 | Q     |
| 10   | 2     | Andre De Grasse         | Canada                     | 10 s 13 | Q     |
| 11   | 3     | Raymond Ekevwo          | Nigeria                    | 10 s 14 | Q     |
| 12   | 5     | Mike Rodgers            | États-Unis                 | 10 s 14 | Q     |
| 13   | 4     | Arthur Cissé            | Côte d'Ivoire              | 10 s 14 | Q     |
| 14   | 1     | Aaron Brown             | Canada                     | 10 s 16 | Q     |
| 15   | 4     | Yoshihide Kiryū         | Japon                      | 10 s 18 | q     |
| 16   | 3     | Emmanuel Matadi         | Liberia                    | 10 s 19 | Q     |
| 16   | 1     | Xie Zhenye              | Chine                      | 10 s 19 | Q     |
| 18   | 2     | Adam Gemili             | Royaume-Uni                | 10 s 19 | Q     |
| 19   | 5     | Filippo Tortu           | Italie                     | 10 s 20 | Q     |
| 20   | 1     | Taymir Burnet           | Pays-Bas                   | 10 s 21 | q     |
| 20   | 5     | Yūki Koike              | Japon                      | 10 s 21 | q     |
| 22   | 4     | Su Bingtian             | Chine                      | 10 s 21 | q     |
| 23   | 2     | Tyquendo Tracey         | Jamaïque                   | 10 s 21 | q     |
| 24   | 1     | Ojie Edoburun           | Royaume-Uni                | 10 s 23 | q     |
| 25   | 1     | Christopher Belcher     | États-Unis                 | 10 s 23 |       |
| 26   | 2     | Edward Osei-Nketia      | Nouvelle-Zélande           | 10 s 24 |       |
| 27   | 5     | Hassan Taftian          | Iran                       | 10 s 24 |       |
| 28   | 3     | Simon Magakwe           | Afrique du Sud             | 10 s 25 |       |
| 29   | 5     | Thando Dlodlo           | Afrique du Sud             | 10 s 25 |       |
| 30   | 6     | Rodrigo do Nascimento   | Brésil                     | 10 s 25 |       |
| 31   | 6     | Mario Burke             | Barbade                    | 10 s 31 |       |
| 32   | 4     | Kim Kuk-young           | Corée du Sud               | 10 s 32 |       |
| 33   | 3     | Cejhae Greene           | Antigua-et-Barbuda         | 10 s 33 |       |
| 34   | 3     | Joseph Amoah            | Ghana                      | 10 s 36 |       |
| 35   | 6     | Lalu Muhammad Zohri     | Indonésie                  | 10 s 36 |       |
| 36   | 3     | Xu Zhouzheng            | Chine                      | 10 s 37 |       |
| 37   | 1     | Kemar Hyman             | Îles Caïmans               | 10 s 37 |       |
| 38   | 6     | Alex Wilson             | Suisse                     | 10 s 38 |       |
| 39   | 3     | Ebrima Camara           | Gambie                     | 10 s 38 |       |
| 40   | 2     | Rohan Browning          | Australie                  | 10 s 40 |       |
| 41   | 4     | Vitor Hugo dos Santos   | Brésil                     | 10 s 42 |       |
| 42   | 2     | Usheoritse Itsekiri     | Nigeria                    | 10 s 46 |       |
| 43   | 1     | Banuve Tabakaucoro      | Fidji                      | 10 s 56 |       |
| 44   | 4     | Hakeem Huggins          | Saint-Christophe-et-Niévès | 10 s 62 |       |
| 45   | 5     | Owaab Barrow            | Qatar                      | 12 s 82 |       |
| —    | 5     | Divine Oduduru          | Nigeria                    | DNS     |       |
| —    | 2     | Jonathan Bardottier     | Maurice                    | DNS     |       |
| —    | 9     | Ngần Ngọc Nghĩa         | Viêt Nam                   | DNS     |       |

### Tour préliminaire
Le tour préliminaire est la première épreuve des Championnats du monde, le 27 septembre 2019, qui débute à 16 h 35, heure locale. Il comprend 4 séries composées de 7 à 8 athlètes chacune dont peuvent se qualifier le premier de chaque série et les cinq meilleurs temps. Les athlètes sont ceux qui n'ont pas atteint le minima de 10 s 12 et ceux qui ne sont pas champions continentaux en titre.
Le premier de chaque course (Q) plus les 5 meilleurs temps (q) se qualifient pour les séries du tour final
| Rang | Série | Nom                      | Nationalité                      | Temps   | Notes |
| ---- | ----- | ------------------------ | -------------------------------- | ------- | ----- |
| 1    | 1     | Taymir Burnet            | Pays-Bas                         | 10 s 23 | Q     |
| 2    | 2     | Kim Kuk-young            | Corée du Sud                     | 10 s 32 | Q     |
| 3    | 3     | Xu Zhouzheng             | Chine                            | 10 s 35 | Q     |
| 4    | 4     | Ebrima Camara            | Gambie                           | 10 s 36 | Q     |
| 5    | 1     | Hakeem Huggins           | Saint-Christophe-et-Niévès       | 10 s 49 | q     |
| 6    | 4     | Banuve Tabakaucoro       | Fidji                            | 10 s 56 | q     |
| 7    | 3     | Jonathan Bardottier      | Maurice                          | 10 s 61 | q     |
| 8    | 1     | Owaab Barrow             | Qatar                            | 10 s 64 | q, PB |
| 9    | 2     | Ngần Ngọc Nghĩa          | Viêt Nam                         | 10 s 67 | q, SB |
| 10   | 2     | Yendountien Tiebekabe    | Togo                             | 10 s 69 |       |
| 11   | 4     | Stern Noel Liffa         | Malawi                           | 10 s 72 | NR    |
| 12   | 3     | Melique García           | Honduras                         | 10 s 76 |       |
| 13   | 2     | Brandon Jones            | Belize                           | 10 s 88 |       |
| 14   | 3     | Rossene Mpingo           | République démocratique du Congo | 10 s 98 | PB    |
| 15   | 4     | Jonah Harris             | Nauru                            | 11 s 01 |       |
| 16   | 1     | Ronald Lawrence Fotofili | Tonga                            | 11 s 06 |       |
| 17   | 1     | Saymon Rijo Morris       | Anguilla                         | 11 s 11 | PB    |
| 18   | 2     | Paul Ma'Unikeni          | Îles Salomon                     | 11 s 29 | SB    |
| 19   | 3     | Scott James Fiti         | États fédérés de Micronésie      | 11 s 34 |       |
| 20   | 4     | Cheick Camara            | Guinée                           | 11 s 38 | PB    |
| 21   | 1     | Said Gilani              | Afghanistan                      | 11 s 45 | SB    |
| 22   | 3     | Bleu Perez               | Guam                             | 11 s 48 | SB    |
| 23   | 2     | Tirioro Willie           | Kiribati                         | 11 s 57 |       |
| 24   | 4     | Dinesh Kumar Dhakal      | Bhoutan                          | 11 s 64 | NR    |
| 25   | 4     | Nainoa Soto Thompson     | Samoa américaines                | 11 s 66 |       |
| 26   | 4     | Adrian Ililau            | Palaos                           | 11 s 67 |       |
| 27   | 1     | Tikove Piira             | Îles Cook                        | 11 s 81 |       |
| 28   | 3     | Don Motellang            | Îles Marshall                    | 11 s 89 | PB    |
| 29   | 1     | Alpha Diagana            | Mauritanie                       | 12 s 30 | PB    |
| —    | 2     | Ahmed Ali                | Soudan                           |         | DNS   |

## Légende
Records et Performances
- AR : Record continental (area record)
- CR : Record des championnats (championship record)
- MR : Record du meeting (meet record)
- NR : Record national (national record)
- OR : Record olympique (olympic record)
- PR : Record paralympique (paralympic record)
- PB : Record personnel (personal best)
- SB : Meilleure performance personnelle de la saison (season's best)
- WL : Meilleure performance mondiale de l'année (world leader)
- WJR : Record du monde junior (world junior record)
- WR : Record du monde (world record)

Circonstances et Conditions
- DNF : N'a pas terminé (did not finish)
- DNS : N'a pas pris le départ (did not start)
- DQ : Disqualification (disqualification)
- NM : Aucun essai valable enregistré (No Mark)
- Q : Qualifié « directement » au prochain tour (ou à la prochaine compétition), lors d'une compétition majeure, grâce au classement ou à la réalisation des minima (automatic qualifier)
- q : Qualifié au prochain tour (ou à la prochaine compétition), lors d'une compétition majeure, grâce au repêchage ou à la réalisation de l'une des meilleures performances parmi celles des « non qualifiés directement » (grâce au meilleur temps ou à la meilleure distance par exemple) (secondary qualifier)